# Treslon
Treslon település Franciaországban, Marne megyében. Lakosainak száma 262 fő (2022. január 1.). Treslon Bouleuse, Faverolles-et-Coëmy, Germigny, Poilly, Rosnay, Savigny-sur-Ardres és Tramery községekkel határos.

## Népesség
A település népessége az elmúlt években az alábbi módon változott:
| Lakosok száma | 102  | 141  | 157  | 171  | 216  | 235  | 242  | 246  | 255  | 262  |
|               | 1968 | 1982 | 1990 | 2006 | 2013 | 2015 | 2017 | 2019 | 2020 | 2022 |